# Leucadendron galpinii
Leucadendron galpinii är en tvåhjärtbladig växtart som beskrevs av Phillips & Hutchinson. Leucadendron galpinii ingår i släktet Leucadendron och familjen Proteaceae. Inga underarter finns listade i Catalogue of Life.